# Croix de guerre 1914-1918 (Belgio)
La Oorlogskruis 1914–1918 ("Croce di guerra 1914-1918") è una medaglia belga creata nel 1915 in concomitanza con quella francese per onorare quanti, assieme agli alleati, avessero combattuto contro gli Imperi centrali durante la prima guerra mondiale. Essa si rifaceva nel disegno alla croce di guerra francese.
La "Croix de guerre", poteva essere completata anche da un segno distintivo di menzione speciale, ovvero di segnalazione dell'insignito per coraggio e forza dimostrati sul campo, rappresentati da un leone o da una palma come spiegato in seguito.

## Insegne
- medaglia: venne disegnata dallo scultore francese Paul-Albert Bartholomé. Essa aveva un diametro di 37 mm e disponeva di quattro bracci con due spade incrociate sul retro. Sul fronte, al centro, si trovava un disco riportante un leone rampante verso sinistra. Sul retro, sempre all'interno del disco centrale, il monogramma reale "A" di Alberto I. Il tutto era sormontato dalla corona reale belga.
- nastro: rosso con una striscia verde per ciascun lato e tre strisce verdi in centro.

## Segni distintivi
Per quanti si fossero distinti in dispacci si applicavano i seguenti segni distintivi
- leone di bronzo per quanti fossero stati menzionati a livello di reggimento o brigata.
- leone d'argento per quanti fossero stati menzionati a livello di divisione.
- leone d'oro per quanti fossero stati menzionati a livello di corpo d'armata.
- palma di bronzo per quanti fossero stati menzionati a livello di armata.
- palma d'argento per quanti fossero stati menzionati cinque volte a livello di armata.
- palma d'oro per quanti avessero ricevuto cinque palme d'argento.